# Jahanpanah

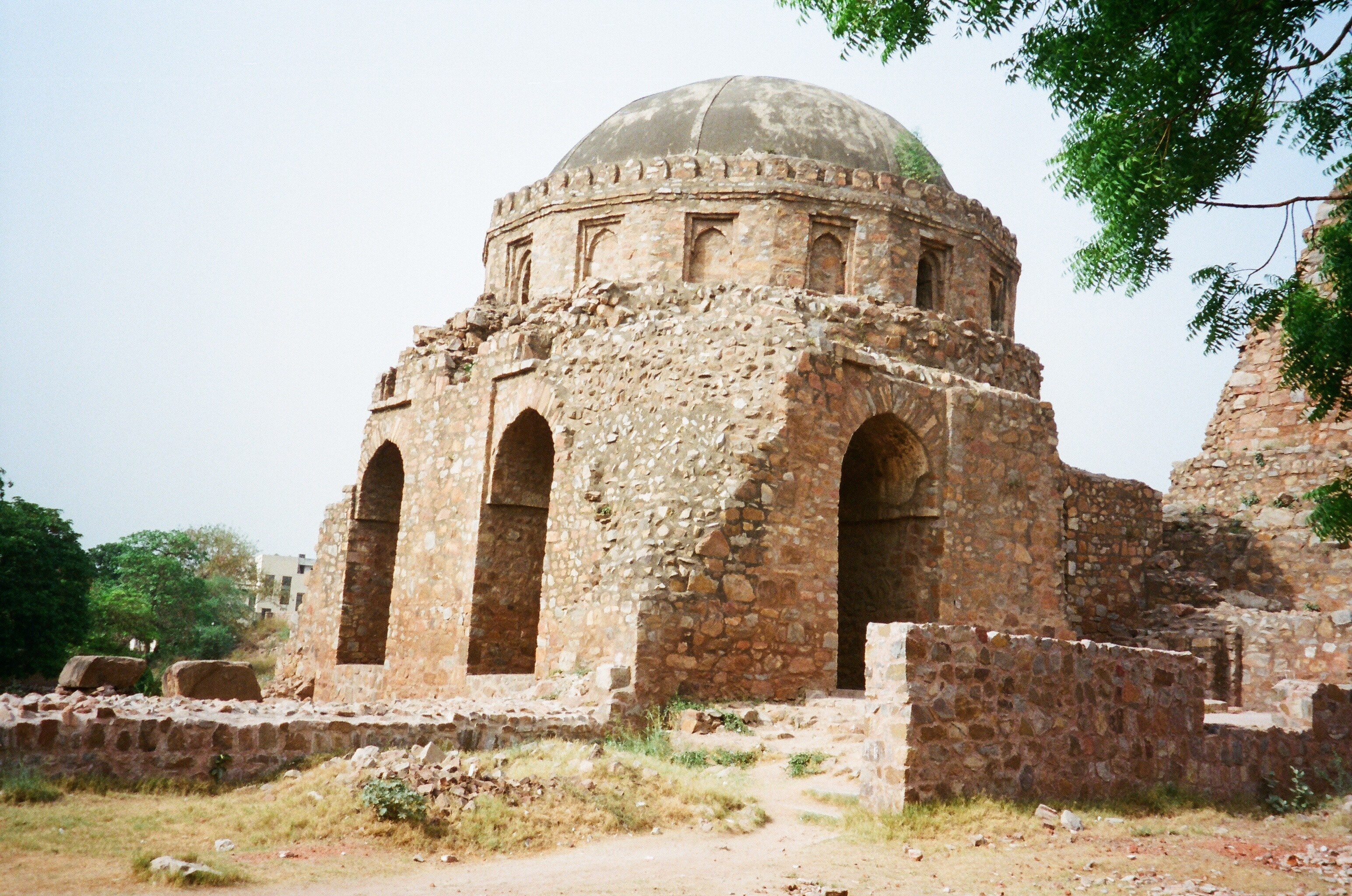
Bijay Mandal (um 1350?)

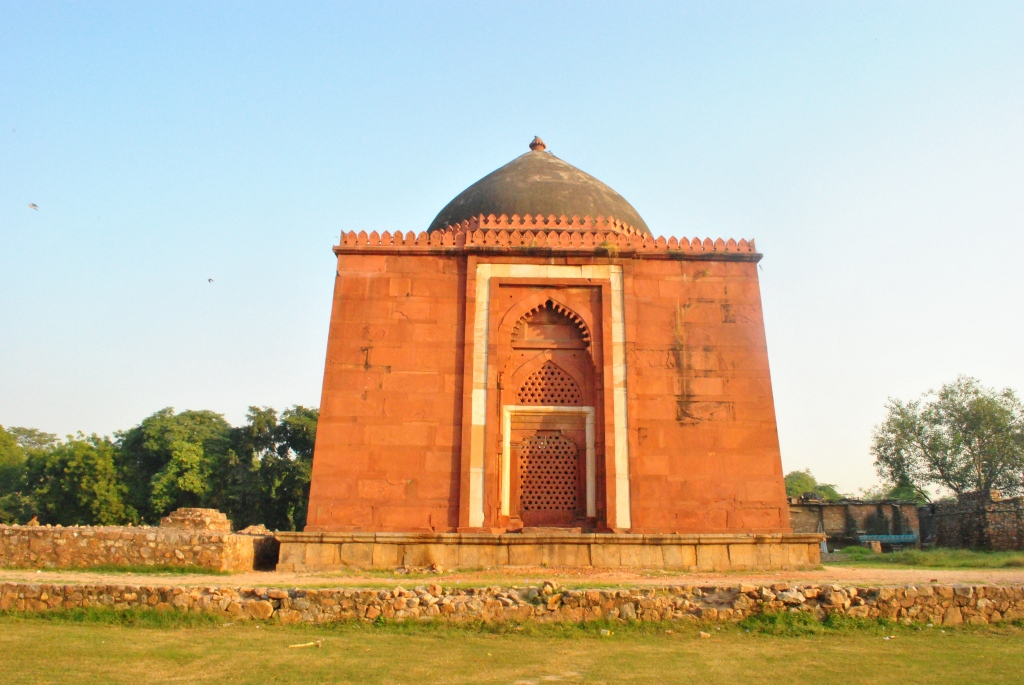
Lal Gumbad (um 1400)

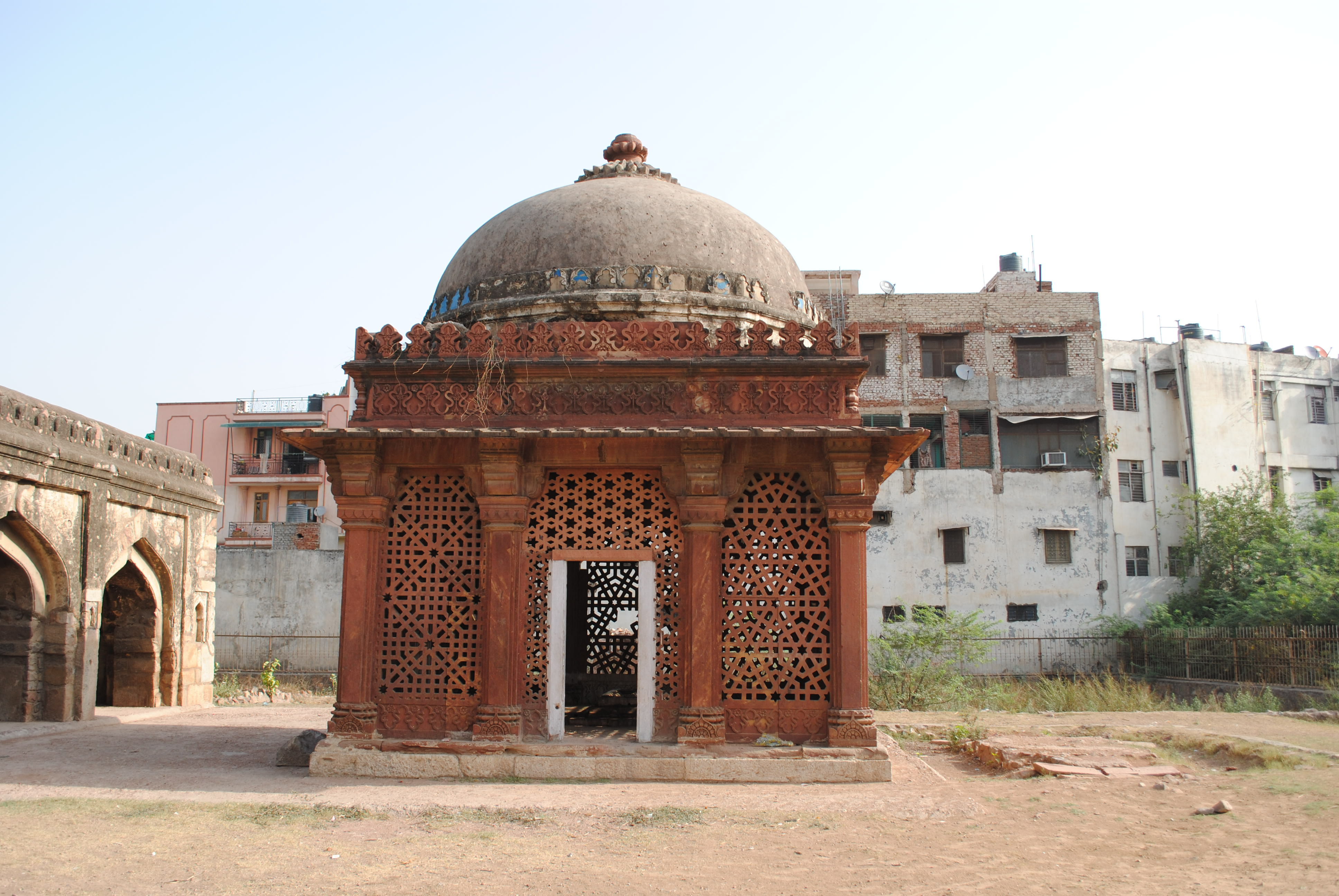
Yusuf-Qattal-Mausoleum und Moschee (um 1526)

Jahanpanah (persisch: جهان jahan = „Welt“; پناه panah = „Schutz“) ist ein historisch und kulturell bedeutsamer Stadtteil im Süden der indischen Metropole Delhi. In der von kolonialzeitlichen Historikern geprägten Liste der „sieben Städte von Delhi“ wird Jahanpanah als vierte Stadtgründung gezählt.

## Lage
Jahanpanah grenzt an die älteren Siedlungskerne von Mehrauli, Siri und Tughlaqabad. Heute nimmt der Jahanpanah-City-Forest einen großen Teil des östlichen Areals ein. Der Yamuna-Fluss passiert den Stadtteil ungefähr 10 bis 15 km östlich.

## Geschichte
In den Jahren 1326/7 umgab Muhammad bin Tughluq (reg. 1321–1351), der damalige Sultan von Delhi, unter Einbeziehung älterer Mauern einen großen Bezirk im Süden der Stadt zum Schutz vor den anhaltenden Mongoleneinfällen mit einer gewaltigen, aber nur in Teilen vollendeten Mauer. Kurz darauf entschloss er sich nämlich zur Verlegung der Hauptstadt in das ca. 1100 km (Luftlinie) weiter südlich gelegene Daulatabad auf dem Dekkan-Plateau – eine Entscheidung, die er 17 Jahre später wieder rückgängig machen musste. Die meisten Bauten in Jahanpanah entstanden nach seiner Rückkehr.

## Sehenswürdigkeiten
- Die in der zweiten Hälfte des 14. Jahrhunderts erbaute Begumpur-Moschee war bis zur Fertigstellung der großen Freitagsmoschee (Jama Masjid, um 1650/60) des Mogulherrschers Schah Jahan in Shahjahanabad die flächenmäßig größte Moschee der Stadt.
- Etwa zur gleichen Zeit entstand ca. 2 km südöstlich die festungsartige, bis auf 4 kleine Innenhöfe komplett überdachte Khirki-Moschee.[2]
- Ungefähr 800 m östlich davon befindet sich der Satpula-Staudamm.
- Der Palastbezirk des Bijay Mandal entstand im 14. Jahrhundert; Datierung und Funktion des dazugehörigen Kuppelbaus sind umstritten.
- Der Lal Gumbad genannte fensterlose Kuppelbau ist das Mausoleum für Cheikh Kabbiruddin Auliya, eines im Jahr 1397 verstorbenen Sufi-Heiligen. Typisch für den Stil der Tughluq-Zeit sind die abgeschrägten Außenwände (siehe auch Ghiyas-ud-Din Tughluq-Mausoleum).
- Das Yusuf-Qattal-Mausoleum (Yusuf Qattal’s Tomb) wurde für einen aus Lahore stammenden Sufi-Gelehrten erbaut. Mit seinem dunkelroten, aus Rajasthan herbeitransportierten Sandsteinmaterial, das zu Pfeilern und Jali-Gittern verarbeitet wurde, ist es ein früher Bau der Mogul-Architektur. Angeschlossen ist eine kleine – meist verputzte – Moschee, deren unregelmäßig behauene und unterschiedlich gefärbte Steine aus der näheren Umgebung Delhis stammen.[3][4]